# محمد الشيخ إسماعيل
العميد محمد الشيخ إسماعيل ((بالصومالية: Maxamed Sheekh Ismaciil)‏، كان قائدا عسكريا صوماليا. شغل منصب رئيس قوة الشرطة الصومالية من 9 يوليو 2014 حتى وفاته في 30 أكتوبر في ذات العام.